# Gottfried Schultz (Unternehmen)
Die Autohandelsgruppe Gottfried Schultz Automobilhandels B.V. & Co. KG mit Sitz in Düsseldorf ist der größte konzernfreie Vertragshändler für die Marken des Volkswagen-Konzerns in Deutschland. Das Unternehmen beschäftigt 2.700 Mitarbeiter in 31 Betrieben. Es vertreibt und betreut Autos der Konzernmarken Volkswagen, Volkswagen Nutzfahrzeuge, Audi, Seat, Škoda, Bentley, Porsche und Bugatti.

## Geschichte
Gottfried Schultz (1903–1980) gründete 1924 in Essen ein Unternehmen, das Autos der Marke Nash vertrieb und mit Gebrauchtwagen handelte. Anfang der 1930er Jahre wurde er Vertragshändler für Horch. Nach der Fusion von Horch mit Audi, Wanderer und DKW zur Auto Union AG führte er ab 1932 auch diese Marken. 1936 wurde ein Neubau errichtet, in dem der Hauptbetrieb des Unternehmens bis 2009 seinen Sitz hatte. Im Jahr 1939 wurde ein „Hauptwerkstätten-Vertrag“ mit der Volkswagenwerk GmbH Berlin unterzeichnet.
Nach Ende des Zweiten Weltkrieges stand das Unternehmen vor dem Problem, dass die wichtigsten Handelspartner in der Sowjetischen Besatzungszone lagen. Schultz begann eine Zusammenarbeit mit dem Wolfsburger Volkswagen-Werk, für das er zunächst ehemalige Wehrmachtsbestände vermittelte. 1946 schloss er mit dem Werk einen Vertrag über die Lieferung des VW Käfer an Privatpersonen. 1949 gründete er eine erste Niederlassung in Düsseldorf, der 1952 Verkaufsbüros in Opladen und Moers sowie 1958 ein Niederlassung in Mettmann folgten. 1968 wurde ein Neubau in Ratingen-Lintorf errichtet, in dem ein Großhandels-Vertriebszentrum und die Unternehmenszentrale eingerichtet wurden.
Nachdem Vertrieb und Service der Marken Volkswagen und Audi über 20 Jahre lang gemeinsam „unter einem Dach“ – das Kürzel dafür hieß damals „V.A.G“ – erfolgt war, änderte sich die Strategie der Hersteller Ende der 1980er / Anfang der 1990er Jahre. Inzwischen waren die Modellpaletten von Volkswagen und Audi so umfangreich geworden, dass sie – wenn man Interessenten einen vollständigen Überblick geben wollte – nebeneinander kaum noch zu präsentieren waren. Konsequenterweise beschlossen Volkswagen und Audi (wie zuvor schon Porsche), aber auch die inzwischen zum Volkswagen-Konzern gehörenden Marken Seat (seit 1993 bei Gottfried Schultz), Škoda (seit 2003) und Bentley (seit 2002), an wichtigen Standorten den Vertrieb auf „Zentren“ oder zumindest auf Betriebe einer Marke zu spezialisieren. 1989 baute Gottfried Schultz in Essen das erste „Audi-Zentrum“ in Deutschland. Es folgten durch Neu- oder Ausbau mehr als ein Dutzend weitere auf Volkswagen, Audi, SEAT/CUPRA, Škoda, Bentley oder Porsche spezialisierte Zentren bzw. Betriebe. In Düsseldorf entstand seit 2004 unter der Federführung von Gottfried Schultz auf einem etwa 15 ha großen citynah gelegenen Gelände für über 20 Automobilmarken die „Automeile Höherweg“. Gottfried Schultz ist auf der „Automeile Höherweg“ mit dem Volkswagen Zentrum Düsseldorf, dem Audi Zentrum Düsseldorf, dem Škoda Centrum Düsseldorf, einem SEAT/CUPRA-Betrieb sowie den Nobelmarken Bentley und Bugatti vertreten.
Am 3. Juli 2014 wurde die Gottfried Schultz Automobilhandels SE gegründet. Entstanden ist die SE durch die Verschmelzung der beiden Firmen V3 KPRA AG mit Sitz in Wien und der Gottfried Schultz Automobilhandels AG mit Sitz in Düsseldorf.
Am 15. Mai 2017 firmierte sich die bisherige Gottfried Schultz GmbH & Co. KG in Gottfried Schultz B.V. & Co. KG um. Der bisherige Komplementär verschmolz am 19. Oktober 2017 mit der Gottfried Schultz Automobilhandels SE.

## Konzernstruktur
Zur Gottfried Schultz B.V. & Co. KG gehören unter anderem folgende Gesellschaften (Stand 2021):
- Gottfried Schultz Automobilhandels SE, Düsseldorf (100 %)
- Audi Zentrum Leverkusen GS-RP GmbH & Co. KG, Leverkusen (55 %)
  - Persönlich haftende Gesellschaft: Audi Zentrum Leverkusen GS-RP Verwaltungs-GmbH, Leverkusen (55 %)
- Gottfried Schultz Merkur GmbH & Co. KG, Düsseldorf (100 %)
  - Persönlich haftende Gesellschaft: Gottfried Schultz Merkur Beteiligungsgesellschaft mbH, Düsseldorf (100 %)
- Gottfried Schultz Premium GmbH, Düsseldorf (100 %)
- Gottfried Schultz Sportwagen Beteiligungsgesellschaft mbH, Essen (100 %), als persönlich haftende Gesellschaft folgender Gesellschaften:
  - Gottfried Schultz Sportwagen Düsseldorf GmbH & Co. KG, Düsseldorf (100 %)
  - Gottfried Schultz Sportwagen GmbH & Co. KG, Essen (100 %)
  - Gottfried Schultz Sportwagen Solingen GmbH & Co. KG, Solingen (100 %)
  - Gottfried Schultz Sportwagen Wuppertal GmbH & Co. KG, Wuppertal (100 %)
- Gottfried Schultz Vertrieb GmbH & Co. KG, Düsseldorf (100 %)
  - Persönlich haftende Gesellschaft: Gottfried Schultz Vertrieb Verwaltung GmbH, Düsseldorf (100 %)
- GS Mobility GmbH, Ratingen (100 %)
- Škoda Centrum Düsseldorf GmbH & Co. KG, Düsseldorf (100 %)
  - Persönlich haftende Gesellschaft: Škoda Centrum Düsseldorf Verwaltungs GmbH, Düsseldorf (100 %)
- Volkswagen Zentrum Leverkusen GmbH & Co. KG, Leverkusen (55 %)
  - Persönlich haftende Gesellschaft: Volkswagen Zentrum Leverkusen GS-RP Verwaltungs GmbH, Leverkusen (55 %)